# عشبة القوى الأناضولية
عشبة القوى الأناضولية (الاسم العلمي:Potentilla anatolica) هي نوع من النباتات تتبع جنس عشبة القوى من الفصيلة الوردية.